# گورینتو

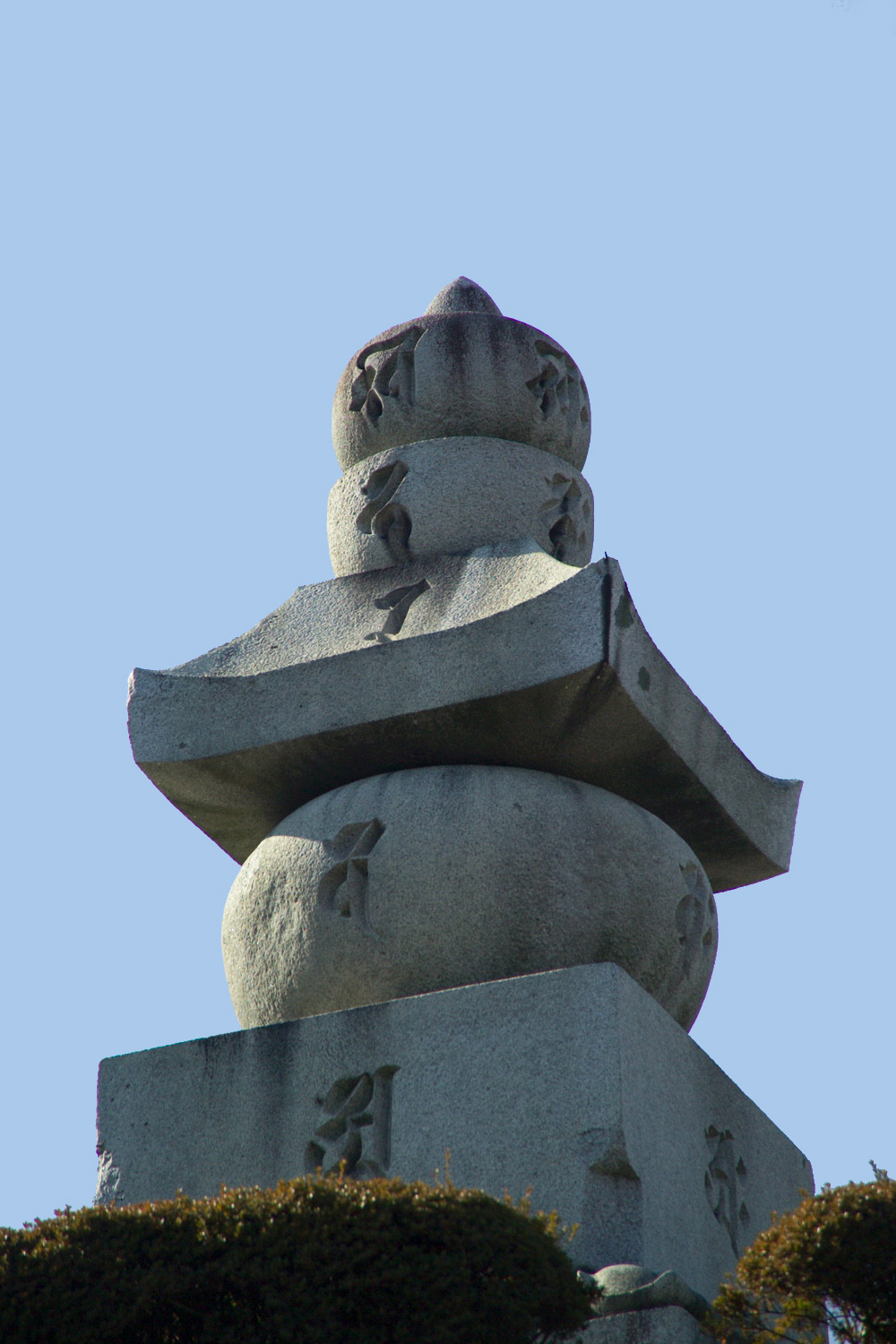

گورینتو (به ژاپنی: 五輪塔 Gorintō) به معنی برج پنج حلقه، یک نوع ژاپنی از  پاگودای ژاپنی  بودیسم است که گمان می رود برای اولین بار توسط فرقه های  شینگون و  تندای در اواسط  دوره هی‌آن پذیرفته شده است.